# Баннер Джонстон
Баннер Джонстон (англ. Banner Johnstone, 11 листопада 1882 — 20 червня 1964) — британський академічний веслувальник.
Олімпійський чемпіон 1908 року в складі вісімки.